# R1 (Azerbeidzjan)
De R1 is een weg in Azerbeidzjan, de weg loopt van het plaatsje Gəndob naar de Russische grens. De weg is 88 kilometer lang.